# Santokhgarh
Santokhgarh es un pueblo y nagar Panchayat situado en el distrito de Una,  en el estado de Himachal Pradesh (India). Su población es de 9363 habitantes (2011). 

## Demografía
Según el censo de 2011 la población de Santokhgarh era de 9363 habitantes, de los cuales 4789 eran hombres y 4574 eran mujeres. Santokhgarh tiene una tasa media de alfabetización del 83,88%, superior a la media estatal del 82,80%: la alfabetización masculina es del 89%, y la alfabetización femenina del 78,51%.